# Jürgen Kalfelder
Jürgen Kalfelder (* 27. September 1940 in Bochum) ist ein ehemaliger deutscher Leichtathlet.
Er startete für die BRD und zählte in den 1960er Jahren zu den besten 400-Meter-Läufern. Seine Bestzeit auf einer Aschenbahn 1963 über 400 Meter beträgt 46,0 s. In den Jahren 1963 und 1964 war er Deutscher Meister in der BRD. In beiden Jahren gewann er auch mit der 4-mal-400-Meter-Staffel des Wuppertaler SV die Deutsche Meisterschaft. 1963 stellte die Staffel mit Kalfelder, Johannes Kaiser, Klaus Wengoborski und Manfred Kinder eine europäische Jahresbestzeit für Vereinsstaffeln mit 3:06,3 min bei einem Abendsportfest in Hamburg auf.
Kalfelder gewann 1965 im Länderkampf BRD gegen USA die 400 Meter. Von 1963 bis 1965 war Kalfelder der schnellste 400-Meter-Läufer der BRD. 1964 wurde er Mitglied der letzten gemeinsamen deutschen Olympiamannschaft in Tokio. Insgesamt bestritt er 18 Länderkämpfe für die BRD. 1966 beendete er seine Leichtathletiklaufbahn aus verletzungsbedingten Gründen.